# Ašur-etil-ilani
Ašur-etil-ilani je bil asirski kralj, sin in naslednik kralja Asurbanipala, ki je vladal od okoli 631 pr. n. št. do okoli 627 pr. n. št., * ni znano, † 627 pr. n. št.

## Vladanje
Asurbanipalova smrt med letoma 631 in 627 pr. n. št. je odprla pot resnim spopadom za oblast v Asiriji, v katerih je bilo udeleženih več kandidatov in so povzročili propad Novoasirskega cesarstva. Tekmovanje se je začelo morda že nekaj let pred Asurbanipalovo smrtjo. Natančen razvoj dogodkov in celo število vpletenih strani niso povsem znani. Po Asurbanipalovi smrti so v državo zelo verjetno vdrle horde Skitov, Kimerijcev, Medijcev in Perzijcev, ki so izkoristile šibkost države zaradi notranjih sporov.  Napadalci so uničili Aškelon in prodrli vse do Egipta. Požgali so Nimrud, ostanki asirske vojske pa so se umaknili za obzidje Niniv, ki je vzdržalo napade vsiljivcev.  Ko so napadalci odšli v druge pokrajine, se je na ruševinah bližnjega mesta zgradila nova palača. Njena arhitektura in majhnost sta kazali,  kako zelo je država propadla.

## Datiranje vladavine
Po Nabonidovem napisu v Harranu je Ašur-etil-ilani vladal tri leta, obstaja pa pogoba iz Nipurja, ki je datirana v četrto leto njegove vladavine. Iz teh podatkov je moč sklepati, da je Asurbanipala nasledil leta 627 pr. n. št. in vladal do leta 623 pr. n. št. Takšno sklepanje povzroči nekaj težav v datiranju dogodkov v asirsko-babilonski vojni.
Če bi Ašur-etil-ilani zasedel asirski prestol pred letom 627 pr. n. št., bi se morali  Asurbanipalova in njegova vadavina prekrivati. Ker o sovladi ni nobenega dokaza, je bolj verjetno,  da je Asurbanipal umrl pred letom 627 pr. n. št. Asurbanipal je verjetno umrl leta 631 pr. n. št., Ašur-etil-ilani pa vladal do leta 627 pr. n. št. S temi datumi se še vedno ne ujema nekaj podatkov, vendar se iz razpoložljivih podatkov bolj točnih ne da izračunati.
Ašur-etil-ilanija je odstavil in nasledil   Sin-šumu-lišir.